# Central Hockey League 1968-1969
La stagione 1968-1969 è stata la 6ª edizione della Central Hockey League, lega di sviluppo creata dalla National Hockey League per far crescere i giocatori delle proprie franchigie, nonché la prima dopo il cambio di denominazione da CPHL a CHL. La stagione vide al via nove formazioni e al termine dei playoff i Dallas Black Hawks conquistarono la loro prima Adams Cup.

## Squadre partecipanti
Rispetto alla stagione precedente si aggiunsero gli Amarillo Wranglers.
- Amarillo Wranglers
- Dallas Black Hawks
- Fort Worth Wings
- Houston Apollos
- Kansas City Blues
- Memphis South Stars
- Oklahoma C. Blazers
- Omaha Knights
- Tulsa Oilers

## Stagione regolare
Northern Division
|  | Pos. | Squadra             | Pt | G  | V  | S  | N  | GF  | GS  | DR  |
|  | ---- | ------------------- | -- | -- | -- | -- | -- | --- | --- | --- |
|  | 1.   | Tulsa Oilers        | 72 | 72 | 28 | 28 | 16 | 250 | 240 | +10 |
|  | 2.   | Kansas City Blues   | 70 | 72 | 26 | 28 | 18 | 236 | 242 | -6  |
|  | 3.   | Omaha Knights       | 69 | 72 | 29 | 32 | 11 | 247 | 250 | -3  |
|  | 4.   | Memphis South Stars | 45 | 72 | 14 | 41 | 17 | 208 | 304 | -96 |

Southern Division
|  | Pos. | Squadra             | Pt | G  | V  | S  | N  | GF  | GS  | DR  |
|  | ---- | ------------------- | -- | -- | -- | -- | -- | --- | --- | --- |
|  | 1.   | Oklahoma C. Blazers | 93 | 72 | 40 | 19 | 13 | 295 | 225 | +70 |
|  | 2.   | Dallas Black Hawks  | 84 | 72 | 37 | 25 | 10 | 264 | 218 | +46 |
|  | 3.   | Houston Apollos     | 80 | 72 | 34 | 26 | 12 | 224 | 204 | +20 |
|  | 4.   | Amarillo Wranglers  | 69 | 72 | 29 | 32 | 11 | 238 | 252 | -14 |
|  | 5.   | Fort Worth Wings    | 66 | 72 | 23 | 29 | 20 | 210 | 237 | -27 |

Legenda:

      Ammesse ai Playoff
Note:

Due punti a vittoria, un punto a pareggio, zero a sconfitta.

## Playoff
|  | Primo turno | Primo turno           | Primo turno           |                    |                   | Semifinali         | Semifinali | Semifinali |  |  | Finale | Finale                | Finale |
|  |             |                       |                       |                    |                   |                    |            |            |  |  |        |                       |        |
|  | S1          | Oklahoma City Blazers |                       |                    |                   |                    |            |            |  |  |        |                       |        |
|  |             | Bye                   |                       |                    |                   |                    |            |            |  |  |        |                       |        |
|  |             | S1                    | Oklahoma City Blazers | 4                  |                   |                    |            |            |  |  |        |                       |        |
|  |             |                       |                       | 4                  |                   |                    |            |            |  |  |        |                       |        |
|  |             | N1                    | Tulsa Oilers          | 3                  |                   |                    |            |            |  |  |        |                       |        |
|  | N1          | N1                    | Tulsa Oilers          | 3                  | Tulsa Oilers      |                    |            |            |  |  |        |                       |        |
|  | N1          |                       |                       |                    | Tulsa Oilers      |                    |            |            |  |  |        |                       |        |
|  |             | Bye                   |                       |                    |                   |                    |            |            |  |  |        |                       |        |
|  |             |                       |                       |                    |                   |                    |            |            |  |  | S1     | Oklahoma City Blazers | 1      |
|  |             |                       | S2                    | Dallas Black Hawks | 4                 |                    |            |            |  |  |        |                       |        |
|  | S2          | Dallas Black Hawks    | 3                     |                    |                   |                    |            |            |  |  |        |                       |        |
|  | S3          | Houston Apollos       | 0                     |                    |                   |                    |            |            |  |  |        |                       |        |
|  | S3          | Houston Apollos       | 0                     |                    | S2                | Dallas Black Hawks | 3          |            |  |  |        |                       |        |
|  |             |                       |                       |                    | S2                | Dallas Black Hawks | 3          |            |  |  |        |                       |        |
|  |             | N3                    | Omaha Knights         | 0                  |                   |                    |            |            |  |  |        |                       |        |
|  | N2          | N3                    | Omaha Knights         | 0                  | Kansas City Blues | 1                  |            |            |  |  |        |                       |        |
|  | N2          |                       |                       |                    | Kansas City Blues | 1                  |            |            |  |  |        |                       |        |
|  | N3          | Omaha Knights         | 3                     |                    |                   |                    |            |            |  |  |        |                       |        |

## Premi CHL
- Adams Cup: Dallas Black Hawks
- Jake Milford Trophy: John McLellan (Tulsa Oilers)
- Most Valuable Defenseman Award: Barry Gibbs (Oklahoma City Blazers)
- Most Valuable Player Award: Jim Lorentz (Oklahoma City Blazers)
- Rookie of the Year: Steve Atkinson (Oklahoma City Blazers)